# Owen Smith (Leichtathlet)
Owen Smith (* 7. November 1994 in Sychdyn) ist ein britischer Sprinter, der sich auf den 400-Meter-Lauf spezialisiert hat.

## Sportliche Laufbahn
Erste internationale Erfahrungen sammelte Owen Smith im Jahr 2018, als er bei den Hallenweltmeisterschaften in Birmingham mit der britischen 4-mal-400-Meter-Staffel in 3:05,08 min den sechsten Platz belegte. Im Jahr darauf erreichte er bei den Halleneuropameisterschaften in Glasgow im 400-Meter-Lauf das Halbfinale und schied dort mit 47,39 s aus. 2021 gewann er dann bei den Halleneuropameisterschaften in Toruń in 3:06,70 min die Bronzemedaille hinter den Teams aus den Niederlanden und Tschechien.

## Persönliche Bestleistungen
- 400 Meter: 46,23 s, 29. Mai 2016 in Oordegem
  - 400 Meter (Halle): 46,37 s, 10. Februar 2019 in Birmingham